# Music City Challenger 2006
Il Music City Challenger 2006 è stato un torneo di tennis facente parte della categoria ATP Challenger Series nell'ambito dell'ATP Challenger Series 2006. Il torneo si è giocato a Nashville negli Stati Uniti dal 6 novembre 2006 su campi in cemento.

## Vincitori

### Singolare
Robin Haase ha battuto in finale  Kristian Pless con il punteggio di 7–6(9), 6–3

### Doppio
Scott Lipsky /  David Martin hanno battuto in finale  Rik De Voest /  Eric Nunez 6(7)–7, 6–4, [10–6]